# سفارة تشيلي في مصر
سفارة تشيلي لدى مصر هي الممثلية الدبلوماسية العليا لدولة تشيلي لدى جمهورية مصر العربية. 

## السفارة
بهاء الدين قراقوش، الجبلاية، الزمالك، الجيزة.

## اقرأ أيضا
- قائمة البعثات الدبلوماسية في مصر